# Döden

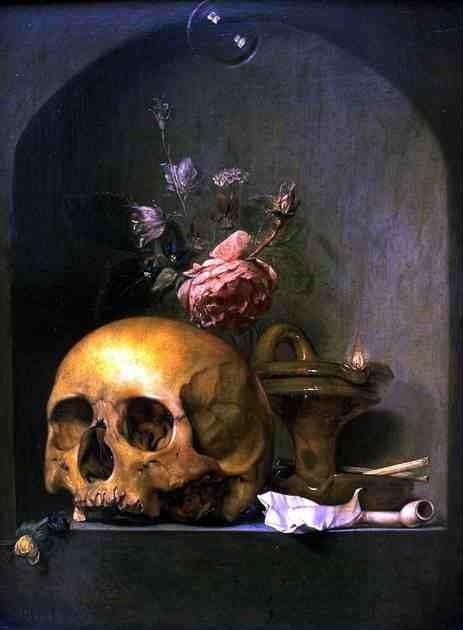
Människans kranium är en universiell symbol för döden.

Döden är livets upphörande, en avslutning av alla biologiska funktioner som upprätthåller en levande organism och kroppens enhet
. I biologin ses det som ett permanent stadium, att alla levande ting förr eller senare dör. Döden kan inträda på många sätt, till exempel av naturliga orsaker som ålderdom eller vanliga sjukdomar. Såsom predation, sjukdom, habitatförändringar, ålderdom, undernäring eller onaturliga sådana som en olycka. Den numerärt största dödsorsaken i industriländer är åldersrelaterade sjukdomar; på senare årtionden har hjärt- och kärlsjukdomar blivit mer normala. Traditioner och föreställningar om döden har en central plats i många religioner och i mänsklig kultur. Människans död har alltid varit förknippad med mystik och vidskepelse, och begreppets exakta definition är fortfarande kontroversiell och skiljer sig åt mellan olika kulturer och rättssystem. Fobi för döden kallas thanatofobi.

## Biologi
Efter en organisms död, återgår dess kropp till det biogeokemiska kretsloppet. Kroppen kan bli uppäten av ett rovdjur eller en asätare. Organiskt material kan sedan hamna i marken och där nedbrytas av saprofager som tusenfotingar, dyngbaggar och daggmaskar. Mikroorganismer spelar en stor roll för nedbrytningsprocessen, då de agerar nedbrytare och omvandlar kroppen till enklare biologiska beståndsdelar.

### Naturligt urval och utrotning
Döden är en viktig del av det naturliga urvalets mekanismer. Arter och underarter som genetiskt inte kommit att anpassa sig till sin miljö lika väl som sina konkurrenter löper högre risk att dö än mer välanpassade former. Detta eftersom de inte producerat lika mycket avkomma, vilket reducerar storleken av deras bidrag till genpoolen.

### Utrotning
Utrotning är utdöendet av en art eller en grupp av taxa vilket bidrar till minskad biodiversitet. Vanligtvis räknar man tidpunkten för utrotning när den sista individen av arten dött, även om artens förmåga att i praktiken fortplanta och återhämta sig upphört långt tidigare.

## Medicin, människans död

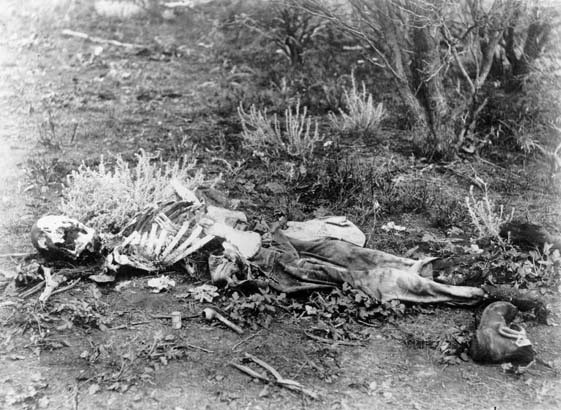
Mänskliga kvarlevor i västra Australien, cirka 1905.

### Definition
I Sverige är det överlämnat till den medicinska vetenskapen att i de flesta fall på klinisk väg bestämma när döden inträtt för en människa. Numera är det i lag reglerat att en människa är död när hjärnaktiviteten upphört, så kallad hjärndöd, eller som det uttrycks i §1 i lag 1987:269 (Lag (1987:269) om kriterier för bestämmande av människans död) "när hjärnans samtliga funktioner totalt och oåterkalleligt har fallit bort". Hur detta bestäms kan variera beroende på olika faktorer, men, som specificeras i §2, ankommer det "på läkare att i överensstämmelse med vetenskap och beprövad erfarenhet fastställa att döden har inträtt." I allmänhet fastställs döden kliniskt, när, som anges i §2, "andning och blodcirkulation upphört och stilleståndet varat så lång tid att det med säkerhet kan avgöras att hjärnans samtliga funktioner totalt och oåterkalleligt har fallit bort." Majoriteten av alla dödsfall konstateras således genom att en läkare försäkrar sig om att andning och blodcirkulation upphört, i allmänhet genom att lyssna på hjärtat, känna på pulsen och försöka se om personen andas. I vissa fall krävs noggrannare undersökningar för att kunna konstatera en persons död.

### Likfenomen
Ibland kan dödsryckningar eller "post-mortem spasm", observeras omedelbart efter dödens inträffande. Pallor mortis är den hudblekhet som följer döden och beror på att den kapillära blodcirkulationen i kroppen avbrutits. Algor mortis eller likkyla beskriver den sänkning av kroppstemperaturen tills omgivningens temperatur uppnåtts. Kroppstemperatur är dock långt ifrån ett säkert kriterium på om en person är död eller levande. En person som utsatts för låga temperaturer länge kan ha låg kroppstemperatur, men fortfarande vara vid liv. Rigor mortis eller likstelhet är den förlust av kroppens normala rörlighet och plasticitet som vanligen börjar uppträda inom de första timmarna efter döden och är fullt utvecklad efter ca 6-12 timmar. Likstelheten beror på kemiska förändringar i muskulaturen då syrebristen i muskelcellerna gör att muskeln stannar i det läge som när döden inträffade. Likstelheten försvinner när autolysen sätter in. Likfläckar uppstår regelmässigt från en halvtimme efter dödsögonblicket och beror på att blodet sjunker på grund av tyngdkraften och fyller blodkärlen i kroppens lägst belägna delar.

## Religion

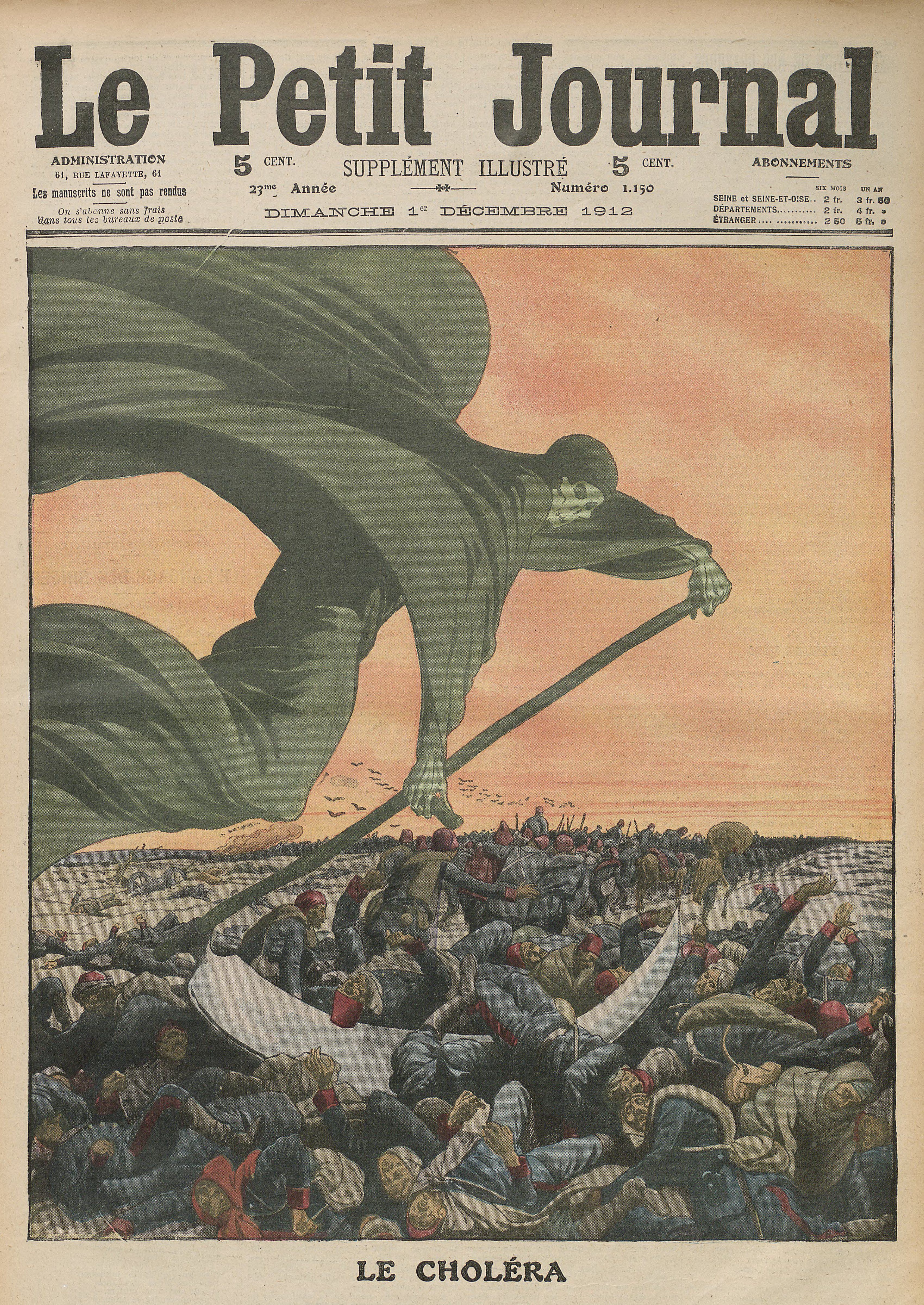
Döden personifierad som liemannen.

### Döden i kristendomen
Döden är en central del av kristendomen. Symboler som Jesus på korset, att han återuppstod på tredje dagen efter sin död och att himmel eller helvete väntar efter livet.
Enligt Johannesevangeliet 11:11-14 jämförde Jesus döden med en sömn. Lasarus var varken i himlen eller i ett brinnande helvete. Han vilade i döden som i en djup sömn utan drömmar. I Apostlagärningarna, kapitel 7, vers 60, sägs det att Stefanus "somnat in i döden." I Första Korinthierbrevet 15:6 skriver Paulus att några somnat in i döden. Jesus säger också enligt Johannesevangeliet 5:28 att den stund kommer då alla som är i gravarna skall höra hans röst. Detta visar på att man enligt Bibeln kan tolka döden som en djup sömn i väntan på en uppståndelse vid en viss tid. Detta är dock inte entydigt; när Jesus ska dö säger han till en ångerfull rövare bredvid sig att "redan idag ska du vara med mig i paradiset" (Luk 23:43). Dock kan anmärkas att detta uttryck har fått sin betydelse på grund av var man sätter ett komma i texten vid översättning av grundtexten. Texten kan översättas som flera översättare valt: "I sanning säger jag dig i dag: Du skall vara med mig i paradiset." Interpunkteringen tillkom inte förrän många hundra år efter den ursprungliga texten varför översättares personliga tro just i denna vers lätt kunnat smittat över på beslutet om var kolon eller komma sätts. Kristenheten har även lärt om en odödlig själ som lever någon annanstans utanför kroppen. Uttrycket "odödlig själ" förekommer dock inte i Bibeln utan har förts in senare som en följd av den påverkan grekisk filosofi hade på den tidiga kristenheten.
Därtill säger man inom olika kyrkor, kanske framför allt i frikyrkor, att en församlingsmedlem har fått hembud, det vill säga hon/han "har fått komma hem till Gud".

### Döden personifierad
Döden personifieras, åtminstone i västvärlden, ofta som liemannen. Klädd i mörka kläder och med en lie i handen, hämtar han dem som skall dö till dödsriket. Lien har också en symbolisk innebörd, i det att Döden som person anses skörda själar. Även timglaset blev tidigt attribut till honom, med vilket han mäter ut varje människas livstid.

### Dödsgudar
De flesta polyteistiska religioner har en eller flera dödsgudar. Dödsgudarnas roll kan variera. De kan vara den som väljer ut vem som ska dö, den som hämtar de döda, den som dömer de döda eller den som styr över och vaktar dödsriket. I nordisk mytologi är dödsgudinnan Hel den mest kända, som styr över dödsriket som också bär hennes namn. Dock var det de tre nornorna, Urd, Skuld och Verdandi, som avgjorde hur länge var människa hade att leva. I grekisk mytologi härskar Hades över dödsriket, som bär samma namn, men det är Thanatos som är dödsguden.

## Benämningar på döden
Många gånger kan det kännas svårt att använda ordet död när vi måste berätta att någon närstående dött. Man använder ibland hellre mer förmildrande omskrivningar av händelsen (se eufemism). Orsaken till detta kan vara att försöka mildra effekten av att någon oåterkalleligt har dött och att begreppet död har en hård klang.

## Galleri

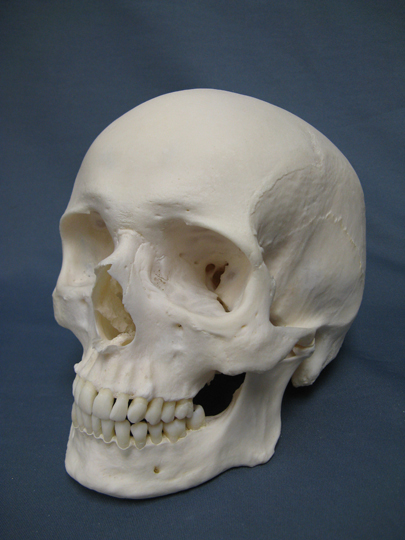
Den mänskliga skallen är en världsomspännande symbol för döden.
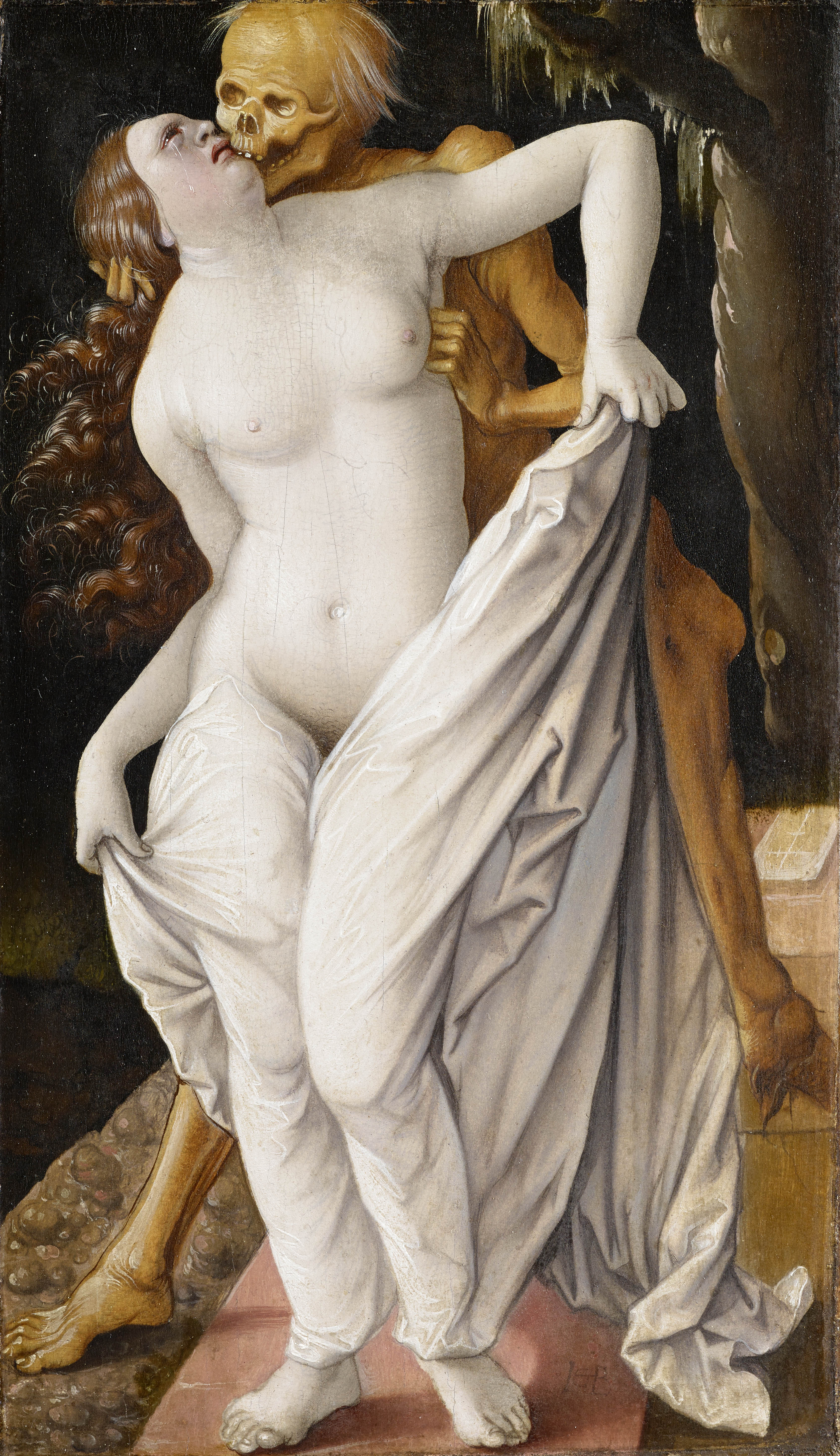
Döden gestaltad av Hans Baldung Grien, i Döden och jungfrun (1518–1520).
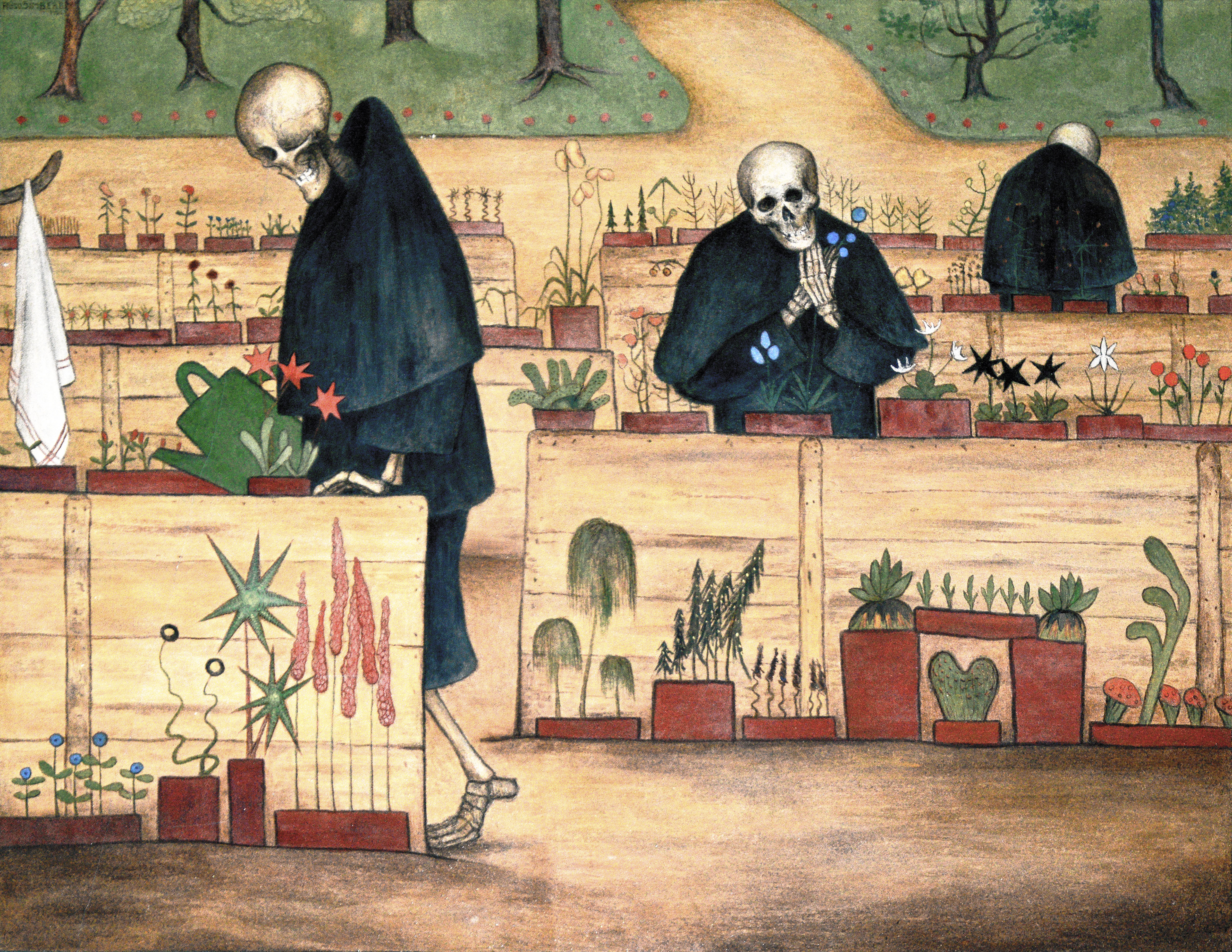
Trädgård av Döden, Kuoleman puutarha, Hugo Simberg (1906).
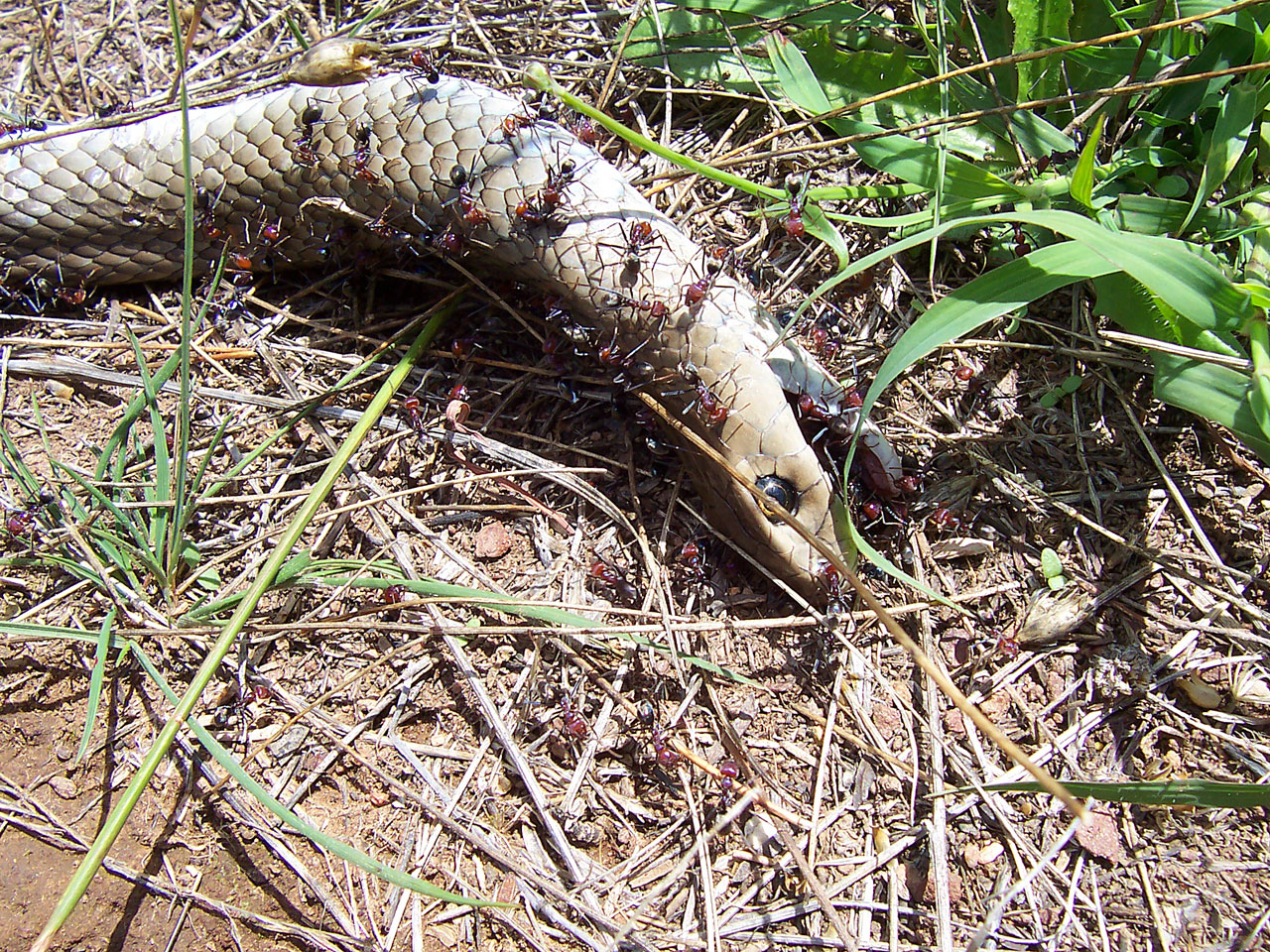
Myror påbörjar nedbrytningen av en död orm.
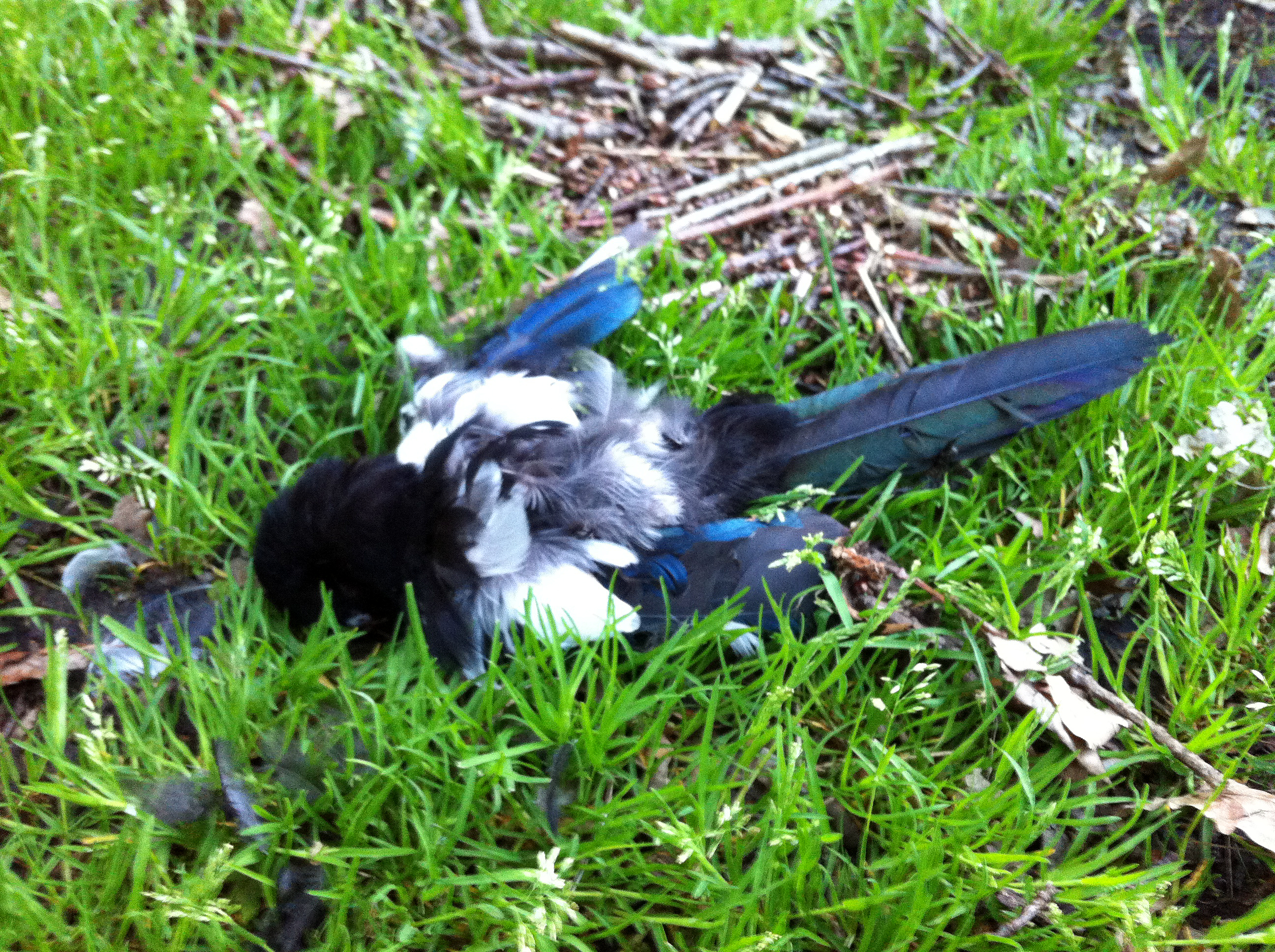
En död skata på Styrsö, troligen jagad och dödad av en katt.